# Павленко, Дмитрий Юрьевич
Дми́трий Ю́рьевич Павле́нко (родился 10 апреля 1971, Солонечный, Газзаводский район Читинской области) — российский актёр театра и кино.

## Биография
Поступил в ВТУ имени Щепкина в 1989 году на курс к В. А. Сафронову. Был ведущим передачи «Детский час». Режиссёр И. Фридберг пригласил Дмитрия на одну из главных ролей в сериале Азбука любви в 1993 году. Роль Дмитрия была одной из самых удачных в сериале. Дмитрий окончил ВТУ имени Щепкина в 1993 году, сыграв во всех дипломных спектаклях курса. С 1993 года — актёр Московского театра имени М. Н. Ермоловой.

## Фильмография

### Театр
- «Воспитанница»
- «Комедия о настоящей беде московской»
- «Калигула»
- «Свадьба. Юбилей»
- «Приглашение на казнь»
- «Мещанская свадьба. Свет в темноте»
- «Мнимый больной»
- «Вечер комедии» (комедия № 2 - "Учитесь водить автомобиль заочно") - автоинструктор
- «Репетиция комедии Мольера „Дон Жуан“»
- «Сон на конец свету»
- «Сальери forever»
- «Медведь. Предложение»
- «Суббота, воскресенье, понедельник»
- «Женитьба»
- «Раба своего возлюбленного»
- «Смерть Тарелкина»
- «Гувернёр»
- «Погружение»
- «Человек из ресторана»
- «Не верь глазам своим»

### Кино
- 2023 -Легенда о Самбо  - Спиридонов В.А.
- 2023 — Дыхание —Осипенко
- 2022 — Художник — инженер
- 2022 — Оффлайн — Чижов-старший
- 2020 — Старые кадры — Игорь Николин, управляющий дома престарелых «Кладовая солнца»
- 2019 — Ивановы-Ивановы — Александр Григорьевич, декан факультета международных отношений (4 сезон)
- 2019 — Безсоновъ — Яков Леонардович, половой ресторации
- 2017 — По ту сторону смерти — врач в детском лагере
- 2017 — Неизвестный — Павел Плещеев, журналист-эколог
- 2017 — Доктор Анна — прокурор
- 2016 — Провокатор — Андрей Груничев, майор ГИБДД
- 2013 — Папины дочки. Суперневесты — муж Светланы, клиентки Даши (403)
- 2011 — Товарищи полицейские — Анатолий Васин, капитан ДПС
- 2011 — Карамель — Иннокентий Глебович, научный сотрудник
- 2011 — Судмедэксперты
- 2010 — Нанолюбовь — Юрий Сергеевич Топорков, преподаватель теории журналистики на журфаке МГУ, куратор 1 курса
- 2010 — Земский доктор — Илья Беляков
- 2009—2010 — Барвиха — отец Тани
- 2009 — Зверобой — муж Марии Назаровой
- 2009 — Двойная пропажа — папа Вити
- 2008 — Час Волкова 2 — Илья Ларионов, доцент
- 2008 — Проклятый рай 2 — врач
- 2008 — Новая Земля
- 2008 — Мент в законе — Селюнин
- 2007 — Солдаты 13
- 2006 — Солдаты 9
- 2005 — Солдатский декамерон — лейтенант Злотник
- 2005 — Последний бой майора Пугачёва — Малинин
- 2005 — Голова классика — Непрядин Иван
- 2005 — Гибель Империи
- 2004 — Усадьба — брокер Вова
- 2004 — Сыщики 3 — Андрей Константинович, заместитель губернатора
- 2004 — Странствия и невероятные приключения одной любви — телемастер
- 2004 — Слушатель
- 2004 — Ключи от бездны: "Охота на призраков" — Литовец
- 2004 — Ключи от бездны: "Операция Голем"
- 2004 — Бог с тобой — Андрей
- 2003 — Чистые ключи — пастух Генка
- 2003 — Не привыкайте к чудесам
- 2003 — Клетка — врач в СИЗО
- 2003 — Замыслил я побег — секретарь райкома комсомола
- 2003 — Адвокат 1 — опер
- 2002 — Ха! (киноальманах)
- 2002 — Кино про кино — Лёша
- 2001 — Остановка по требованию 2 — милиционер
- 2000 — Истинные происшествия, или Безумный день монтёра — начальник ЖАКТа
- 1999 — Шутить изволите? (киноальманах) — эротоман Кукушкин
- 1998 — Не послать ли нам гонца? — угрюмый молодой милиционер
- 1994 — Футбольный фанат — Фома, фанат
- 1992—1994 — Азбука любви — Виктор Зомби
- 1991 — Милый Эп
- 1983 — Сад — Кубик